# Solanum brachistotrichum
Solanum brachistotrichum es una especie herbácea, perenne, tuberosa y estolonífera perteneciente a la familia de las solanáceas y oriunda de México. 

## Descripción
Plantas de 20 a 75 cm de alto, erectas o ascendentes, pubescentes. Hojas imparipinnadas, no mayores de 10 cm de largo
con (3-)5-7(-9) foiolos subsésiles a peciolulados, lanceolados a linear-lanceolados, foliólulos intersticiales ocasionalmente 2, ovado-lanceolados. Inflorescencia cimoso-paniculada, con 4 a 13 flores; cáliz de 2 a 3 mm de largo, piloso,  dividido en su mitad en lóbulos triangulares u oblongos, agudos; corola estrellada, de 1,5 a 3 cm de diámetro, blanca o en ocasiones el ápice de los lóbulos teñido de color violeta, lóbulos reflejos. Fruto globoso, de 1 cm de diámetro, de color verde.

## Hábitat
En el norte de México crece en el matorral xerófilo. También es común entre los cultivos de maíz y con frecuencia se le encuentra a la sombra de Mimosa monancistra y Opuntia. En Michoacán, las poblaciones conocidas de S. brachistrotrichum crecen en el encinar muy perturbado a una altitud de 1.950 m s. n. m.

## Taxonomía
Solanum brachistotrichum fue descrita por (Bitter) Rydb. y publicado en Bulletin of the Torrey Botanical Club 51: 170. 1924.
Etimología
Solanum: nombre genérico que deriva del vocablo Latíno equivalente al Griego στρνχνος (strychnos) para designar el Solanum nigrum (la "Hierba mora") —y probablemente otras especies del género, incluida la berenjena— , ya empleado por Plinio el Viejo en su Historia naturalis (21, 177 y 27, 132) y, antes, por Aulus Cornelius Celsus en De Re Medica (II, 33). Podría ser relacionado con el Latín sol. -is, "el sol", debido a que la planta sería propia de sitios algo soleados.
brachistotrichum: epíteto latino 
Sinonimia
- Solanum jamesii var. brachistotrichium Bitter	[5]